# Aeroportul New Chitose
Aeroportul New Chitose (IATA: CTS, ICAO: RJCC) este un aeroport din Chitose, Prefectura Hokkaidō, Japonia ce deservește zona Sapporo. Aeroportul a fost tranzitat în decembrie 2020 de 522.534 de pasageri. A fost deschis în 20 iulie 1988.
Situat la o altitudine de 21 m, aeroportul dispune de 1 pistă. Este operat de Hokkaido Airports⁠(d).

## Infrastructură

### Piste
Aeroportul dispune de o singură pistă. Pista 01R/19L are suprafața de asfalt și dimensiunile 3.000 m × 60 m. 

### Terminale
Aerogara are în componență 2 terminale, New Chitose Airport Station⁠(d) și New Chitose Airport Theater⁠(d). 